# スパイク・コーエン
ジェレミー・"スパイク"・コーエン（英語: Jeremy "Spike" Cohen, 1982年6月28日 - ）は、アメリカ合衆国のリバタリアニズムの政治活動家、起業家、ポッドキャスター。2020年アメリカ合衆国大統領選挙ではジョー・ジョーゲンセンの伴走候補者としてリバタリアン党のアメリカ合衆国副大統領候補となった。

## 生い立ち
コーエンは1982年にメリーランド州ボルチモアで生まれた。コーエンの父親はユダヤ人でありバル・ミツワーを受けるなどメシアニック・ジューとして育てられた。
コーエンは16歳でウェブデザインを学び始め、その後数年でビジネスを成功させた 。2016年、33歳の時に多発性硬化症と診断されたコーエンはウェブデザイン事業を売却し、リバタリアニズムの政治活動に専念した。コーエンはMuddied Waters Mediaのポッドキャスターである。彼は3歳の時、1986年の子供向け映画「マイリトルポニー:ザ・ムービー」に登場するキャラクターにちなんで「スパイク」というニックネームを選んだと言われている。

## 経歴

### 2020年アメリカ合衆国副大統領候補
コーエンは2020年アメリカ合衆国大統領リバタリアン党予備選挙でヴァーミン・スプリームの伴走候補者として立候補し、選挙運動にも積極的に関与した。2020年5月23日、スプリームはリバタリアン党大統領予備選でジョー・ジョーゲンセンに敗れた。しかし、コーエンは党の副大統領候補として残った。ジョーゲンセンはコーエンやケン・アームストロングではなくジョン・モンズを伴走候補に望んでいたにもかかわらず、3度の投票の結果、コーエンはモンズの472票に対して533票の代議員票でモンズを破った。 コーエンはリバタリアン党の副大統領候補として2000年アメリカ合衆国大統領選挙のジョー・リーバーマン以来、初めてのユダヤ人の副大統領候補となった。

### 政治姿勢
コーエンは彼とジョーゲンセンの綱領は、リバタリアン党の綱領から派生していると主張している。これには政府の規模を縮小する事による国家債務の削減、広範な刑事司法改革と被害者なき犯罪で投獄された者の即時釈放、警察の非武装化、警察の説明責任プログラムの創設などが含まれている。コーエンはパフォーマンスアーティストで泡沫候補者であるヴァーミン・スプリームの盟友であり、選挙運動中、無料でのポニー提供、歯磨きの義務化、ゾンビパワー、赤ん坊時代のアドルフ・ヒトラーとウッドロウ・ウィルソンの殺害（スプリームが公約していたタイムトラベル研究の援助からの派生）、無政府資本主義の促進を公約した。コーエンは副大統領就任後100日以内にこれらの公約が達成されなければ、辞任してベイビー・ヨーダと交代すると約束した。リバタリアン党の副大統領候補に指名された後、コーエンは「安っぽいパンとワッフルハウスは自己所有権、非侵略、自主的な解決策、財産権などの実際のリバタリアンのメッセージを伝え人々を引き込むための楽しい風刺」である事を認めた。